# Bill Holland
Bill Holland (Philadelphia, Pennsylvania, 1907. december 18. – Tucson, Arizona, 1984. május 19.) amerikai autóversenyző, egyszeres indianapolisi 500-as győztes.

## Indy 500-as eredményei
| Év       | Autó     | Rajt     | Qual     | Rank     | Cél      | Kör | Élen | Kiesés oka |
| -------- | -------- | -------- | -------- | -------- | -------- | --- | ---- | ---------- |
| 1947     | 16       | 8        | 128.755  | 1        | 2.       | 200 | 143  |            |
| 1948     | 2        | 2        | 129.515  | 3        | 2.       | 200 | 0    |            |
| 1949     | 7        | 4        | 128.673  | 9        | 1.       | 200 | 146  |            |
| 1950     | 3        | 10       | 130.482  | 21       | 2.       | 137 | 8    |            |
| 1953     | 49       | 28       | 137.868  | 2        | 15.      | 177 | 0    | Cam gear   |
| Összesen | Összesen | Összesen | Összesen | Összesen | Összesen | 914 | 297  |            |

| Rajtok    | 5 |
| Poleok    | 0 |
| Első sor  | 1 |
| Győzelmek | 1 |
| Top 5     | 4 |
| Top 10    | 4 |
| Kiesett   | 1 |